# Jalkapallon suomenmestaruuskilpailut 1923
Patnáctý ročník Jalkapallon suomenmestaruuskilpailut (Finského fotbalového mistrovství) se konal za účastí čtyř klubů.
Vítězem turnaje se stal pošesté ve své klubové historii Helsinský klub HJK, který porazil ve finále TPS 3:1.